# Fäboddrift

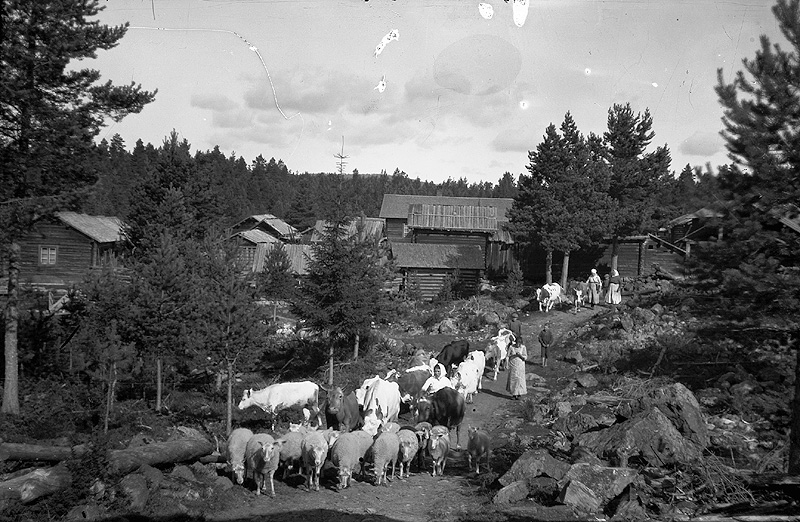
Fäboddrift vid Axi fäbodar i Mora socken. Foto av Karl Lärka 1920.

Fäboddrift, eller fäbodväsen, är i Skandinavien drivning av mjölkboskap till sommarbete vid en fäbodvall, som antingen ligger i skogsområden eller nedanför ett fjäll. Boskapen förs till vallar eller ängar en bra bit från, eller relativt nära, den egentliga jordbruksbygden för att beta under sommaren. Den kultiverade jorden användes i stället för att odla grödor och vinterfoder. En fäbodvall är en samling byggnader som stugor, fähus och kokbodar, som vanligen tillhör bönderna i en särskild by.
Utmärkande för fäboddriften är beredningen på plats av mjölken till smör och ost, varor som är lättare att transportera och som kan bevaras till vintern. Tillverkningen av "förrådsmjölken" långmjölk, täte, och framställningen av hårdost, gammelost, är dessutom unikt för Skandinavien.
Fäboddrift är känt i norra Sverige, Norge (där det kallas setring), Island samt i Finland. Med stöd av skriftliga källor går det att se att det förekommit i Sverige sedan medeltiden och med pollendiagram kan man se att det förekommit där och i Norden sedan 4 000 år. Det avtog senare under 1800-talet när växelbruket bredde ut sig, men förekommer än idag.
Traditionen skiljer sig från pastoralism (nomadiserande boskapsskötsel som renbetesdrift) eftersom det sker mellan fasta betesmarker. Det kan istället liknas vid transhumans, säsongsmässig förflyttning mellan fasta sommar- och vinterbeten. Den främsta skillnaden är att vid fäboddrift befinner sig boskapen inomhus på vintern. Transhumans förekommer i många delar av världen, som i Alperna, Pyrenéerna, Karpaterna, Brittiska öarna, på Balkan samt i Nordafrika (Atlasbergen) och Centralasien (främst Hindukush och västra Himalaya).

## Fäbodvallar och fäbodar
En fäbodvall var en samlingsplats för betande husdjur – det vill säga fän – som fritt eller med vallning (gjeting, gätning) fick beta på stället och/eller i dess omgivningar under sommarhalvåret. Svenska ortnamn med efterled -vallen och -bodarna är ofta gamla fäbodvallar.
Fäboddriften var förr i tiden ett nödvändigt komplement till driften på hemgården, som vanligen inte kunde sörja för den mängd hö som behövdes under ett år. I synnerhet fjällbönder var normalt tvungna att ha flera vallar för att klara betesbehoven. Det typiska i exempelvis södra Jämtland var att en gård hade en buvøall (fäbodvall) och en laongbuvøall (långfäbodvall), den senare belägen längre bort och för användning under den senare delen av vallsäsongen. Drivningen av fäna från hemgården till fäbodarna kallas i Jämtland för buføring (bodförning) och returen för heimbuføring (hem-). Ordformen buom i uttrycket i buom är inget annat än plural bestämd form dativ av bu (bod), dvs. i buom motsvaras på svenska av 'i bodarna'.
En fäbodvall delades ofta mellan flera bondgårdar från samma by, men varje bondgård hade sin egen grupp av låga hus, s.k. fäbodar, i utkanten av den gemensamma betesmarken, avradslanden. Efter kvällsmjölkning var fäna normalt inhysta i ett sommarfähus (søammarfeus alternativt sommarfjøs), där de under nätter fick vila upp sig från myggor, knott och rovdjur. Förr i tiden brukade man om insekterna var för besvärliga tända s.k. maseldar, det vill säga små eldar i burkar med blöt mossa på, så att det rök duktigt i fähusen.
I bland annat Järvsö socken i Hälsingland, hade rika gårdar till och med början av 1900-talet bodelandgårdar. Dessa hade ungefär samma funktion som hemfäbodar i Dalarna, med den skillnaden att en bodelandgård inte alltid delades med någon. En bodelandgård kunde ligga bara en halv mil från hemgården. Förutom bodelandgården fanns det även fäbodar och senare sambeten som låg längre bort från huvudgården där man hade betande djur under högsommaren. Motivet för att ha en bodelandgård var i princip detsamma som motivet för en fäbod. Det var enklare att flytta boskapen än att transportera fodret till huvudgården och de större gårdarna hade gott om skog som kunde användas till att timra hus som användes bara en del av året. Några av bodelandgårdarna utvecklades efter hand till självständiga jordbruk till exempel efter arvskiften.
I Uppland fungerade fäbodarna lite annorlunda. Den bästa jorden var upptagen av bebyggelse redan i början av medeltiden. Fäbodarna blev här ett sätt att utnyttja avlägsnare myrmarker för bete. Det förekom slåtter vid fäbodarna, men de utvecklades aldrig till några hemfäbodar som i Dalarna. Gödseln kördes hem från fäboden till den egna gården för att användas där.
I Österbotten fanns det en rik fäbodkultur söder om Vasa men även i Pedersörenejden. Till exempel vid Fagerbacka fäbodställe i Purmo fanns det åtta stugor och nio fähus år 1920.

## Arbete vid fäbodar

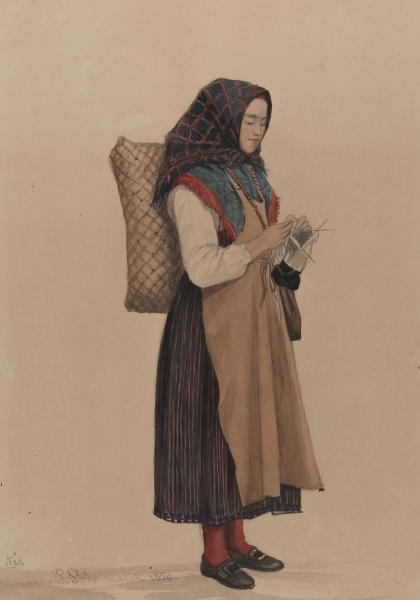
Vallkulla från Dalarna, akvarell från 1850.

I fäbodarna var det normalt särskilt kontrakterade (ofta unga) kvinnor, benämnda fäbodstintor, fäbodjäntor, vallpigor eller som i Jämtland och Härjedalen butauser (uttal 'butøuser'), som skötte sysslorna. Detta berodde delvis på den lag som förbjöd vuxna män att valla kräk (dvs getter och kor). En annan förklaring var givetvis att många av sysslorna på en fäbod var likadana som de sysslor som kvinnor vanligen hade på sina hemgårdar, och karlarna behövdes ju hemma i jordbruket.
Således mjölkade fäbodtöserna kor och getter, samt ystade ost och kärnade smör. På fäbodvallen fanns i många fall även ett kokhus där man framställde kjesmus, grynost, messmör och dylikt. De färdiga mejeriprodukterna förvarades i källare tills de kunde fraktas hem till byn. På vissa vallar fanns även härbren för förvaring av salt och kläder. Själva bodde fäbodtöserna ofta i enkla, timrade hus med spishällar.
En viktig del i arbetet på fäbodarna var alltså att omvandla det som djuren producerade till varor som kunde sparas till vintern. En vanlig syn på fäbodarna var stora grytor där mjölk kokades ihop för att omvandlades till olika mejeriprodukter enligt ovan.

## Förekomster av fäbodar
Fäbodvallar var i Dalarna, Hälsingland, Härjedalen, Ångermanland, Jämtland, Medelpad och i övriga Norrland i bruk på bred basis fram till ungefär tiden för andra världskriget. Fäbodvallarna har givit upphov till ortnamn som innehåller ortnamnslederna 'bodarna'/buan', 'sätern' eller 'vallen'. Längre tillbaka fanns det dock många fäbodar även i andra delar av främst Mellansverige. Pollendiagram tillsammans med hällristningar visar att det fanns betesdrift och tamget ända upp mot fjällkedjan och Glösabäcken i Jämtland redan för 4 000 år sedan.
I Finland upphörde fäbodväsendet med den så kallade stängsellagen 1921, vilken i praktiken omöjliggjorde skogsbete. Fäbodbyggnaderna flyttades bort eller förföll.
I nutid uppehålls fäbodtraditionen i ett stråk från norra Dalarna, över Härjedalen till Jämtland för att underhålla turister. De flesta av dessa överlevare brukas av folk med djupa och starka fäbodtraditioner inom familjerna och hemgårdarna. I Österbotten har Fagerbacka fäbodställe rekonstruerats.

## Fäbodkultur
Fäboddriften har givit upphov till en speciell kultur, fäbodkulturen, som omfattar allt från matlagning till traditioner, vidskepelse och musik (som kulning). Ibland talar man om fäbodgränsen som en kulturgräns som delar norra och södra Sverige.
Sedan den 3 december 2024 är den norska och svenska fäbodkulturen en del av UNESCOs världsarvslista som immateriellt kulturarv. 
I Finland har fäbodväsendet förekommit i stora deler av landet, undantaget Lappland och de södra och sydvästra kustområdena. Kärnområdena för fäbodkulturen i Finland låg på västkusten samt i Savolax och Karelen. Kulturen finns även i Norge där fäbodvall benämns för seter, sæter eller støl (besläktade med "sitta", "säte"), vilka betyder utmarksäng eller skogsäng. Benämningen förekommer även i Värmland och i svenska ortnamn som Säter, Dvärsätt och Sätra.
Bastbergets fäbodvall i Gagnefs kommun var under 1800-talet Skandinaviens största med 100 hushåll och nära 600 djur. Här har bedrivits kontinuerlig fäboddrift i över 400 år. Idag finns här ca 150 gårdar fördelade på fem fäbodbyar.

## Musik vid fäbodar
Fäbodskulturen är en viktig del av den svenska folkmusiken i och med de vallåtar som användes där. Musiken kallas vallmusik och har använts både för nytta och nöje, alltså både som bruksmusik och rekreationellt.
Lockrop eller locksång (även dialektalt kulning, kaukning, hojning m.fl.) är form av vokal vallmusik som främst använts som ett arbetsredskap vid fäboddrift. Som namnet antyder användes det för att locka till sig boskap och hålla samman flocken, men också för kommunikation mellan människor eller för att skrämma bort rovdjur. Det sker ofta i ett väldigt högt vokalt register och kan höras på långa avstånd. Locksång följer sällan västerländska tonskalor med dur och moll, istället har den en modal struktur.
Flera av de folkliga nordiska instrumenten hör hemma i fäbodkulturen och då delvis för kommunikation på avstånd. Näverluren är det tydligaste exemplet, men även kohorn, bockhorn och enkla pipor och flöjter tillhörde fäbodlivet. Generellt är vallmusiken byggd på variation och improvisation utifrån ett tonförråd och korta melodiska fraser. För underhållning sjöng man också visor och spelade på olika slags pipor och flöjter, senare också modernare instrument som dragspel och gitarr.

## På senare år
Bruket av fäbodar har fått en förnyad aktualitet i och med det växande intresset för osttillverkning och annat, och då inte minst i relation till vad turister efterfrågar. Se till exempel Ultunarapporten från år 2004, och sidan 39 i rapporten till miljö- och jordbruksutskottet år 2005. I detta sammanhang brukar inte för intet Jämtland/Härjedalen räknas som ett ostrike, och då mycket tack vare de grundkunskaper som har bevarats i anknytning till fäbodbruken. Bl.a. har den för några decennier sedan nästintill utrotningshotade fjällkon gått på export söderut i Sverige till ställen där man startat lokala ysterier, och där man behöver den kvalité som rasen ifråga står för.
En faktor som har påskyndat utvecklingen mot småskaligt jordbruk (bl.a. fäboddrift) och mer förädling, är de EU-medel som (speciellt) initialt har underlättat för gårdar att ta upp bruket av fäbodar. Det är numera sålunda inte helt ovanligt med kor, tjurar, hästar, getter och fäbodtöser (ibland även män) ute på vallarna.
I Sverige fanns 2013 drygt 200 jordbruk med fäboddrift i norra Svealand och nedre Norrland. Den skandinaviska vargstammens ökade utbredningsområde utgör ett hot mot verksamheten, då fritt bete i områden med vargrevir är förenat med stora svårigheter.

## Bilder

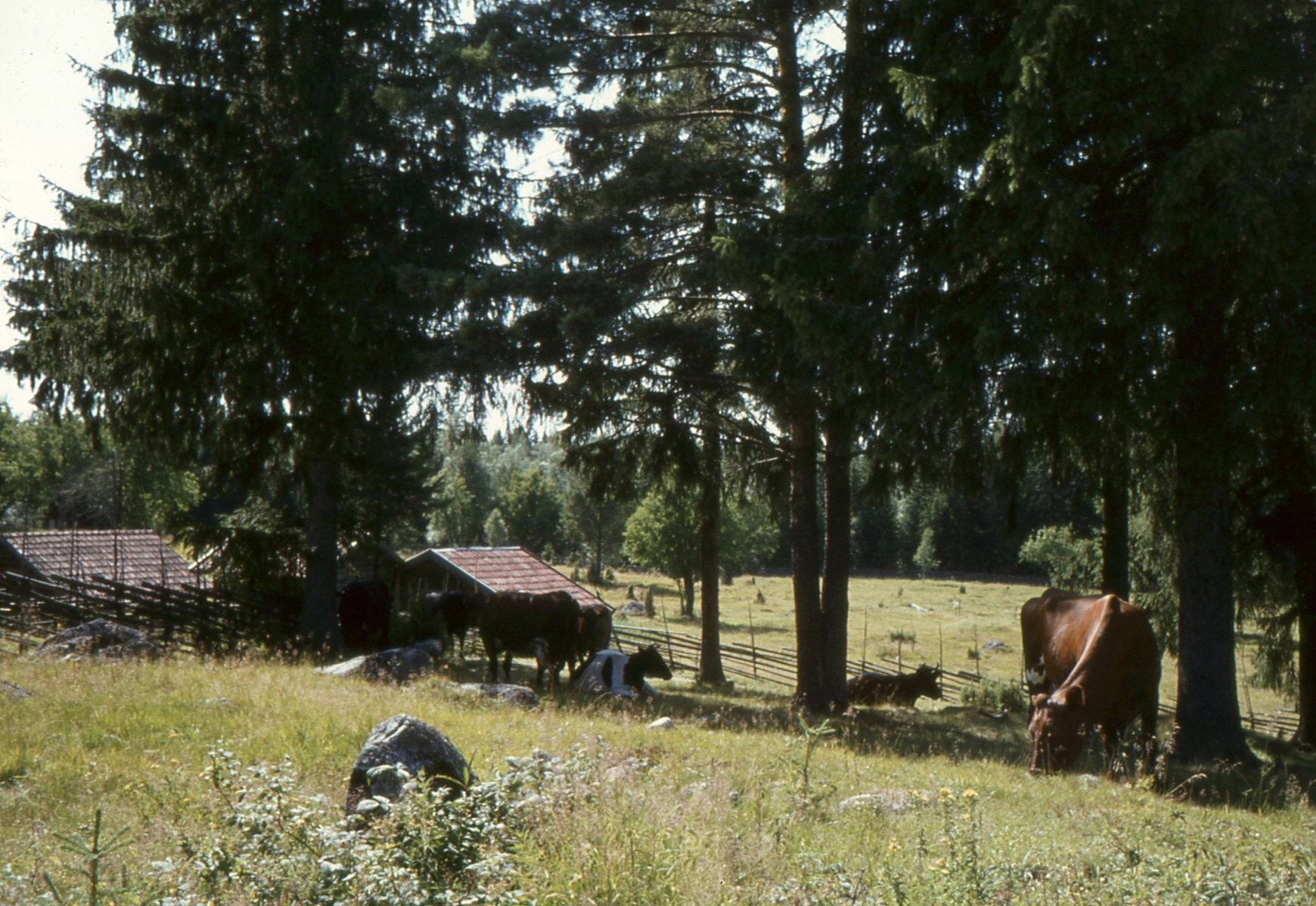
Bastberget i Gagnefs kommun sommaren 1982 med kor på bete.
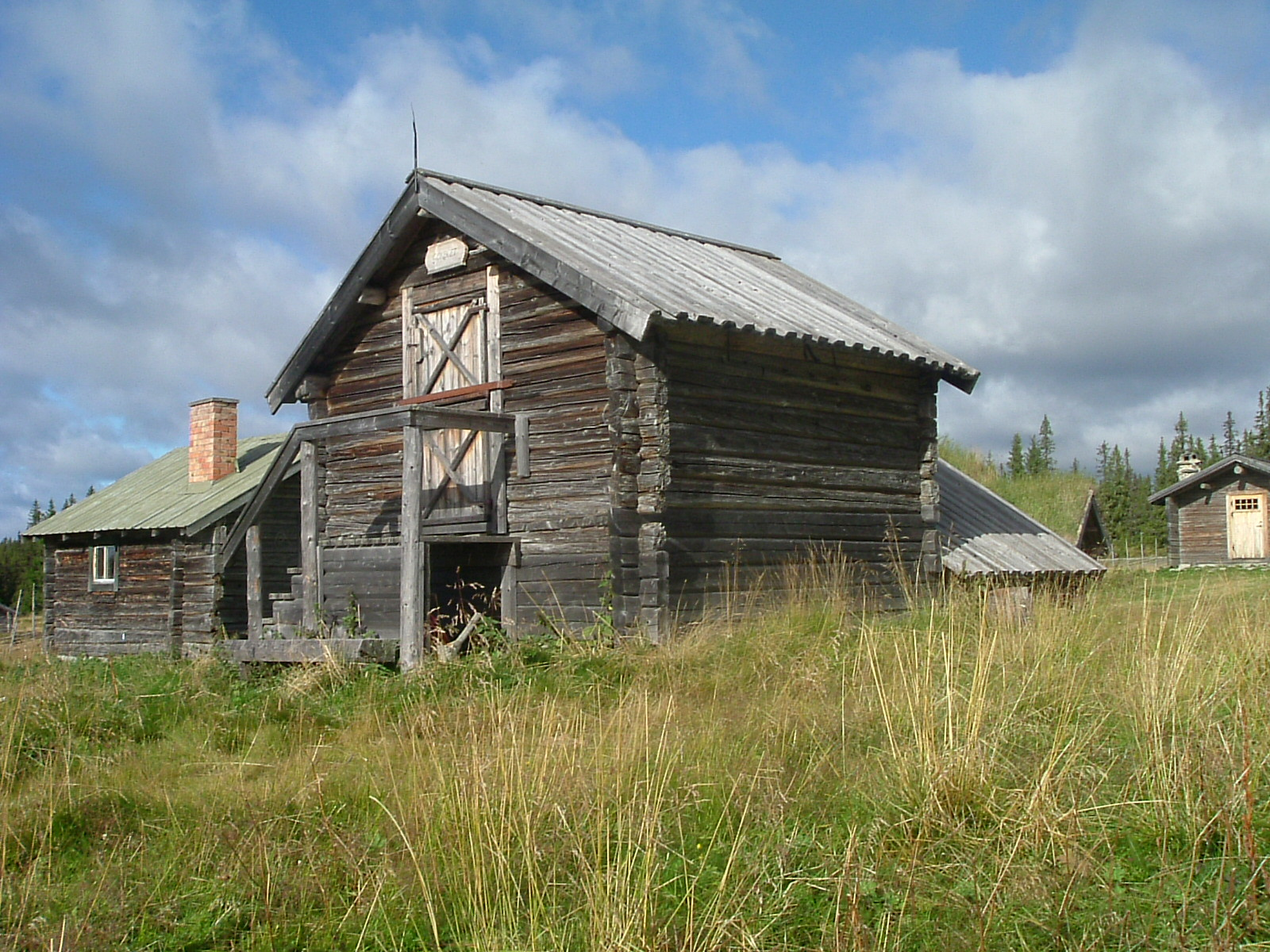
Fäbod i Ovikens socken
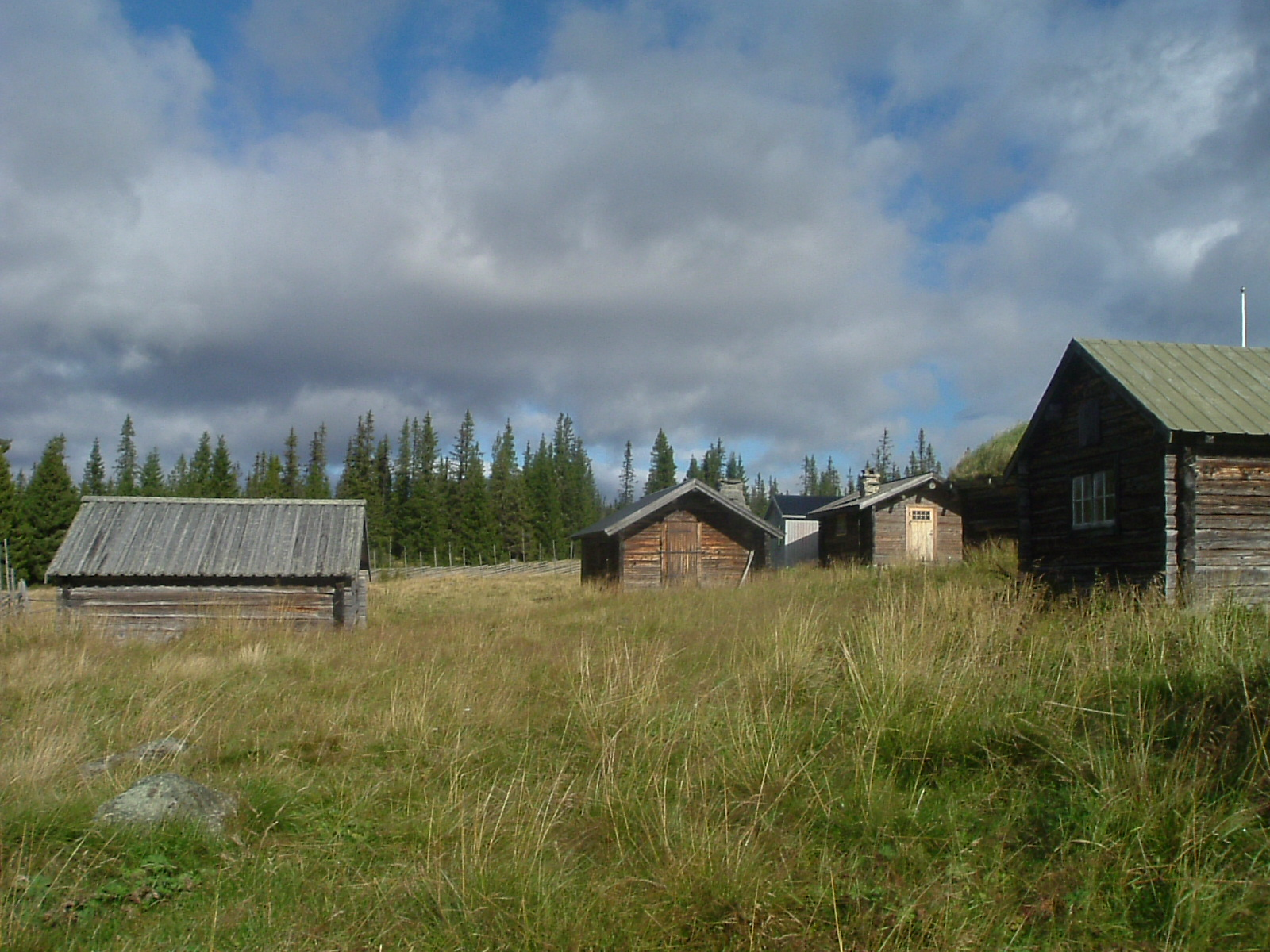
Fäbodar i Jämtland
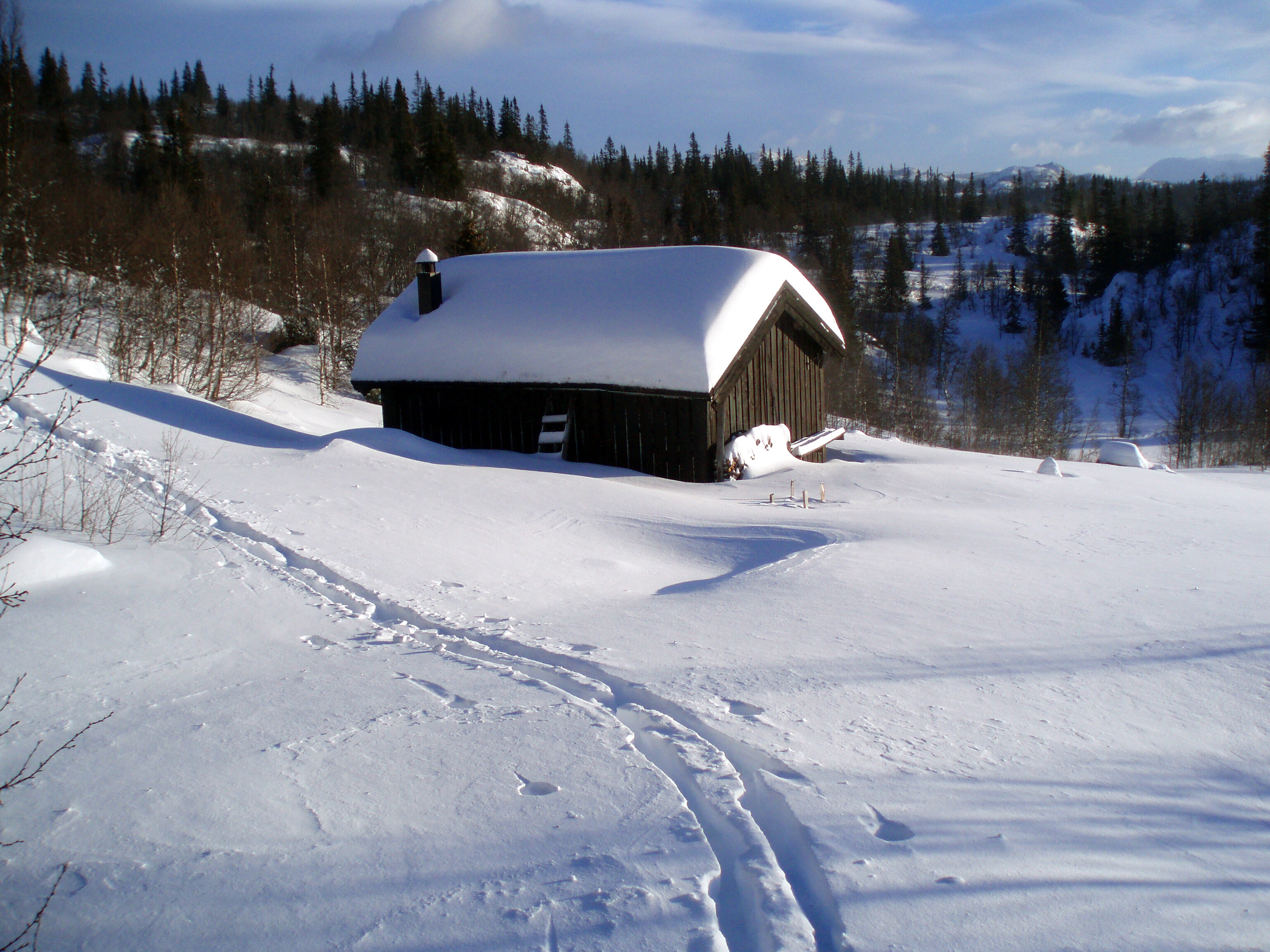
Norsk støl i Seljord vintertid
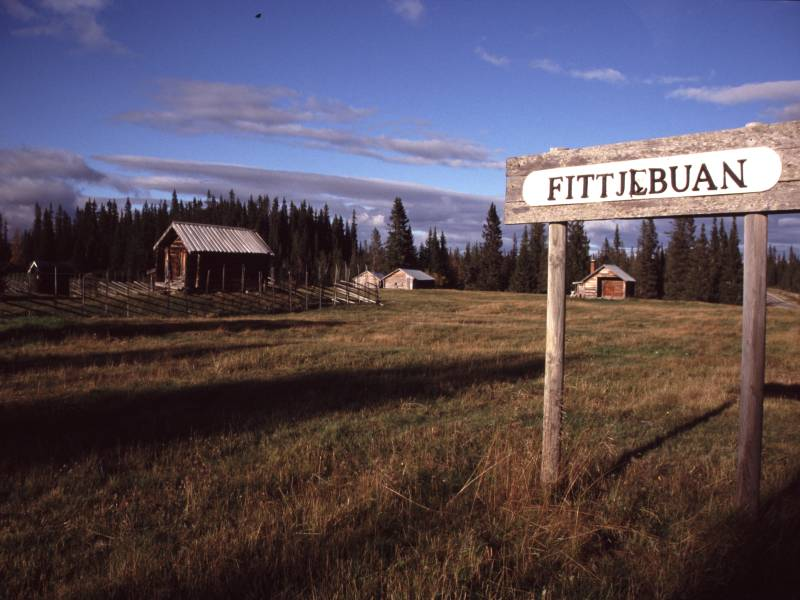
Fittjebuan, jämtska för Fittjebodarna
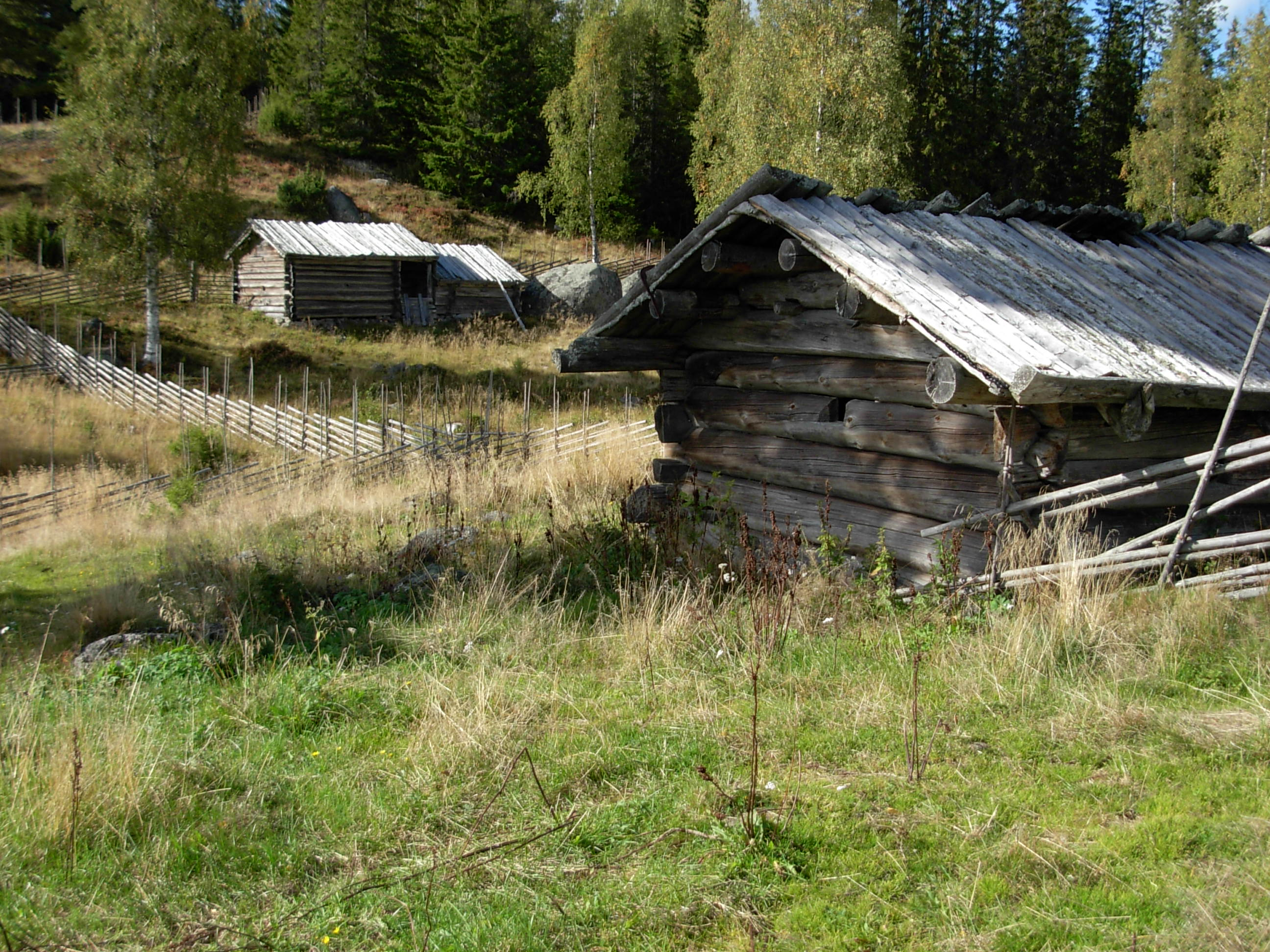
Ärteråsens fäbodar i Rättviks kommun
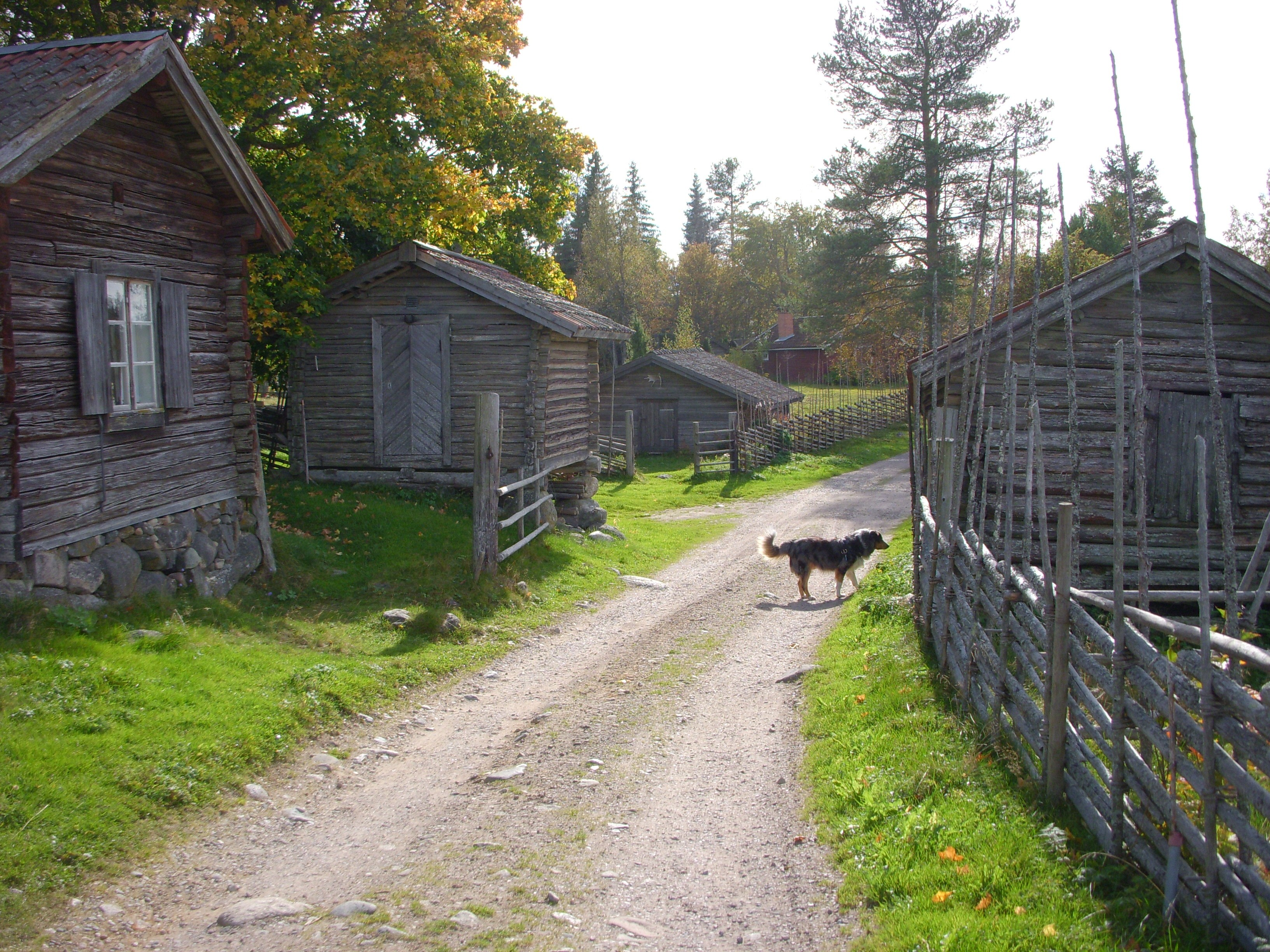
Fäbogatan i Bastberget
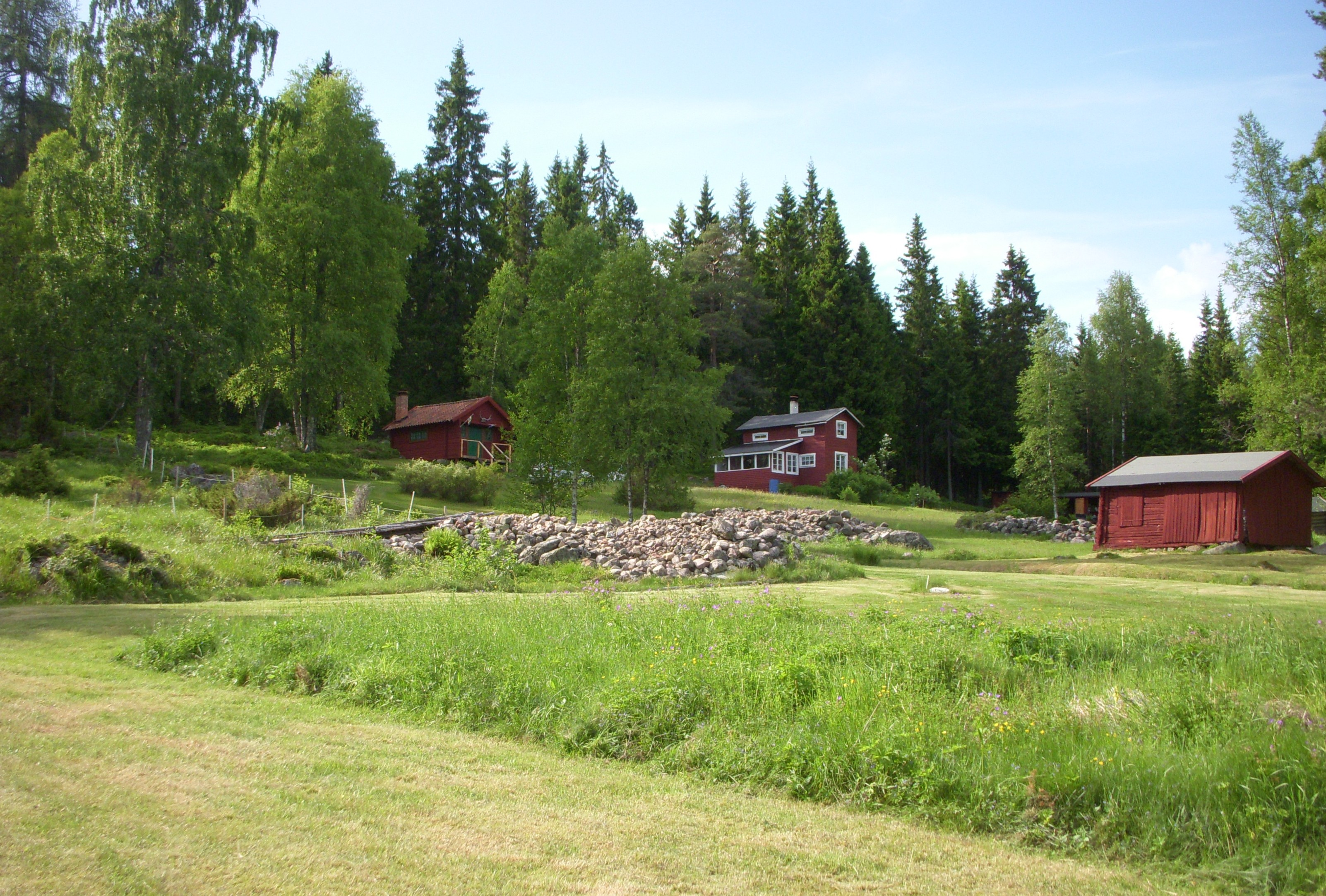
Gasenberget, 2011